# Вулька-Заблоцька-Кольонія
Вулька-Заблоцька-Кольонія (пол. Wólka Zabłocka-Kolonia) — село в Польщі, у гміні Тучна Більського повіту Люблінського воєводства.
Населення — 144 особи (2011).
У 1975-1998 роках село належало до Білопідляського воєводства.

## Демографія
Демографічна структура станом на 31 березня 2011 року:
|          | Загалом | Допрацездатний вік | Працездатний вік | Постпрацездатний вік |
| -------- | ------- | ------------------ | ---------------- | -------------------- |
| Чоловіки | 79      | 11                 | 58               | 10                   |
| Жінки    | 65      | 9                  | 28               | 28                   |
| Разом    | 144     | 20                 | 86               | 38                   |